# مريم صالح (مغنية)
مريم صالح سعد (3 نوفمبر 1985 -) هي مغنية وكاتبة أغاني وممثلة مصرية.

## حياتها
ولدت في 3 نوفمبر 1985 في محافظة بني سويف بمصر لعائلة فنية، والدها هو المخرج والكاتب المسرحي صالح سعد وشقيقتها الصغرى نغم صالح هي أيضاً مغنية. كما أنها متزوجة من الملحّن الفلسطينيّ تامر أبو غزالة ولديهما ابن وحيد هو «سر». توفي والدها في حادثة حريق في سنة 2005 في بني سويف. في سنة 2008 بدأت في الغناء وأنشأت فرقتي جواز سفر، وبركة. مثلت أيضاً في بعض المسرحيات والأفلام القصيرة مثل فيلم عين شمس في 2008 وفيلم حدوتة من صاج في 2011 وآخر أيام المدينة في سنة 2018. اصدرت نقابة الموسيقيّين في مصر قرار مؤخّرًا بمنعها من الغناء في الحفلات العامة.

## مسيرتها
كانت بدايتها الفنية منذ مرحلة الطفولة من خلال عملها مع والدها الكاتب المسرحيّ صالح سعد في فرقته (السرادق)، ثمّ قامت فيما بعد بإنشاء الفرقة الموسيقية (جواز سفر) عام 2002 لإعادة تأدية أغاني الشيخ إمام وسيد درويش، وأصدرت العديد من الأغنيات حتى أصدرت ألبومها الأول عام 2012 تحت عنوان (أنا مش بغني).
في 27 نوفمبر من عام 2017 أطلقت مريم صالح بمشاركة كلّ من الفنان موريس لوقا، وزوجها الملحّن الفلسطينيّ تامر أبو غزالة، في أغاني ألبوم بعنوان «الإخفاء» في حفلٍ غنائيّ بحديقة الأزهر بالقاهرة قبل أن يصدر الألبوم رسميًّا في مطلع 2018 من إنتاج شركة مستقلّ. تألّف الألبوم من 10 أغاني من كلمات الشاعر الغنائيّ الراحل ميدو زهير.
نشرت شركة مستقل على موقعها الرسميّ النسخة الرسمية من ألبوم الإخفاء للثلاثي (مريم صالح، وموريس لوقا، وتامر أبو غزالة) متضمّنًا ثمانية أغاني فقط بدون أغنيات «الشهوة والسعار» و«تسكر تبكي» ربّما نظرًا لجرأتهما واحتواء الأخيرة على ألفاظ غير مناسبة لجميع الفئات.
أصدرت مريم صالح في الأوّل من سبتمبر من عام 2020 أغنية بعنوان «نوح الحمام» تزامنت مع إطلاق قناتها على اليوتيوب وهي أغنية من الفولكلور البورسعيديّ المصريّ.
أمّا في مجال التمثيل؛ فقد كانت تجربتها الأولى من خلال فيلم (عين شمس) عام 2009، لتتبعه بعدّة تجارب أخرى منها مسلسل (فرح ليلى) عام 2013.
في بداية الألفينات بصفتها المغنية وعضو مؤسس في فرقة "جواز سفر" ، أعادت إحياء أغاني الشيخ إمام لجمهور أصغر سناً. ابتكرت أرضية إبداعية جديدة بالموسيقى الإلكترونية والشعر الساخر في ألبومها حلاويلا في ٢٠١٥ مع المنتج اللبناني والأب الروحي للمشهد الموسيقي البديل ببيروت زيد حمدان. في ٢٠١٧ ، عززت مسيرتها بشكل أكبر في الشرق الأوسط وشمال إفريقيا وأوروبا من خلال ألبوم الإخفاء ، الذي تم بالتعاون مع الموسيقيين تامر أبو غزالة و موريس لوقا والشاعر ميدو زهير، والذي نالت به جائزة أفريما الأفريقية في ٢٠١٨ . منذ أواخر العقد الأول من القرن الحادي والعشرين ، لعبت أيضًا أدوارًا في التلفزيون والمسرح والسينما - بما في ذلك عين شمس في ٢٠٠٨ للمخرج إبراهيم البطوط و آخر أيام المدينة في ٢٠١٦ لتامر السعيد.
ولدت ونشأت في مصر القديمة محاطة بالفن والموسيقى. والدها الكاتب والمخرج المسرحي البارز صالح سعد ، وكانت هي تبلغ من العمر تسع سنوات فقط عندما انضمت إلى فرقته المسرحية الطليعية التي كانوا من خلالها يجوبون القرى والأقاليم لتقديم عروض مسرحية مجانية للجميع في الشارع. غالبًا ما قامت مريم بدور فرفور ، شخصية المهرج الذي يروي على غرار ارلكينو في المسرح الإيطالي كوميديا دي لارتي.
في سن مبكرة تأثرت مريم صالح بذوق والدتها المغنية والممثلة أماني إبراهيم الذي كان مزيج غني من الأغاني العربية - من العمل الرائد لفرقة صابرين الفلسطينية والملحن اللبناني مارسيل خليفة إلى كلاسيكيات البوب لكاظم الساهر وسميرة سعيد. استضافت عائلة صالح بشكل متكرر تجمعات موسيقية في منزلهم في القاهرة القديمة ، وكان ضيفهم وصديقهم الشيخ إمام يرافقه بانتظام أحمد فؤاد نجم. كانت والدة مريم صالح تغني أحيانا مع الشيخ الإمام ، وفي السنوات التي سبقت رحيله في عام ١٩٩٥ غنى في حفلات عيد ميلاد مريم الصغيرة.
بدأت مريم صالح التركيز على الموسيقى في أوائل العقد الأول من القرن الحادي والعشرين. شكلت فرقة ارتجالية تؤدي مجموعة متنوعة من الأغاني الشعبية الفلكلورية مثل السمسمية ثم أطلقت "جواز سفر". في عام ٢٠٠٣ ، أثبتت مكانتها كعضو رئيسي في المشهد في القاهرة من خلال عرضين متميزين لجواز سفر ضمن فعاليات افتتاح ساقية الصاوي.
واجهت النجمة الناشئة انتكاسة في عام ٢٠٠٥ عندما استشهد والدها في حريق أثناء عرض مسرحي في مسرح مدينة بني سويف. أودى الحادث الكارثي بحياة العشرات من أعضاء مجتمع المسرح المصري ، وظلت مريم صالح في انعزال عن الفن لمدة عامين . عادت بعد ذلك تدريجيًا إلى المسرح وأنشطة إبداعية أخرى. احتضنتها فرقة الورشة المسرحية ، وانغمست معها في عمل جماعي من الشعر والرقص والفلكلور المصري. كما شكلت أيضًا فرقة «بركة» استجابةً للاهتمام المتزايد بها كمغنية مميزة بينما استمرت في تقديم أغاني الشيخ إمام ، وبدأت أيضًا في كتابة أغانيها الخاصة ، والعمل على أغاني جديدة مع الشاعرين ميدو زهير وعمر مصطفى. انضمت ايضا الى ورش المرافقة الفنية اللتي تقدمها الموسيقية الفلسطينية كاميليا جبران، وتستمر علاقتها مع جبران الى الآن حيث اصبحت الأخيرة بمثابة مرشدة في رحلة مريم صالح الحالية ككاتبة اغاني وملحنة.

## الألبومات
2012: ألبوم أنا مش بغني
2018: ألبوم الإخفاء (بالمشاركة مع تامر أبو غزالة، وموريس لوقا)

## التمثيل
2009: فيلم عين شمس (في دور مريم المغنية والتي تقوم بتأدية أغاني الفيلم)
2009: فيلم بالألوان الطبيعية
2010: مسرحية العودة
2011: حدوتة من صاج: (في دور منى فرخة)
2013: مسلسل فرح ليلى (في دور هديل)
2014: فيلم حلم شهرزاد
2016: فيلم آخر أيّام المدينة (في دور مريم)
2017: فيلم صيف تجريبيّ

## المنع من الغناء في الحفلات العامة
كشفت مريم صالح في شهر فبراير من عام 2020 عبر صفحتها الرسميّة على موقع التواصل الاجتماعيّ «فيسبوك» عن صدور قرار رسميّ غير معلن، من قبل نقابة الموسيقيّين بمصر يقضي بوقفها عن الغناء في الحفلات العامة. وذكرت انّ القرار الرسميّ غير المعلن كان قد أرسل إلى جميع أماكن إقامة الحفلات منذ شهر أغسطس (آب) الماضي من عام 2019، من دون الإفصاح عن أسباب المنع.
كان حفلها الأخير في مصر قد أقيم في مكتبة الإسكندرية في وقت سابق من عام 2019، ثمّ قامت بعدّة جولات في عدد من المدن العربية والأوروبية منها: بيروت، وعمّان، وأمستردام، وبرلين، وكولونيا، لإقامة حفلات غنائية بمشاركة أبو غزالة ولوقا، كما شارك الثلاثي الذي أطلق على نفسه فريق «الإخفاء» في فعاليّات مهرجان موسيقى الشرق الأوسط للموسيقى المستقلّة، بالإضافة إلى المشاركة بمهرجان «برزخ» في الإمارات العربية المتحدة.